# Томас Гейнсборо
Томас Гейнсборо (англ. Thomas Gainsborough; 14 травня 1727, Садбері, Саффолк, Англія — 2 серпня 1788, Лондон) — англійський художник на зламі епох бароко, рококо, класицизму. Член Королівської академії мистецтв. Малював пейзажі, жанрові картини, портрети. Один з видатних портретистів Англії і XVIII століття взагалі.

## XVIII століття в Англії
Бурхливе XVII століття було позаду і Британія вступила в період стабілізації. Королівська влада ослабіла і, як казали в Лондоні, — «стало ясно, що королі в Англії більше не правлять». Посаду короля зберегли, його навіть сповіщали про стан справ, але влада перейшла парламенту і прем'єр-міністру. Роки правління прем'єр-міністрів тепер увійшли в хроніки держави як і роки правління безвладних королів.
Парламентська монархія Англії не позбавила владу від зловживань і скандалів. Довге правління прем'єра Роберта Волпола тому свідчення. Він брав хабарі грошима і картинами видатних майстрів, а в парламенті розквітли підкупи і корупція. Але країна не знатиме політичних землетрусів майже 250—300 років.
XVIII століття в Британії пройшло під швидким співіснуванням одразу трьох стилів — пізнього бароко, рококо і класицизму, що набирав міці і який в кінці століття витіснить всі інші стилі. Роки життя і творчості Гейнсборо припали на це співіснування стилів.

## Історія вивчення

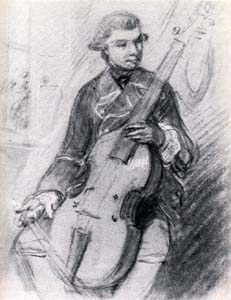
Малюнок Гейнсборо до портрета віолончеліста Карла Абеля, 1765

Як художник, Гейнсборо не мав прижиттєвого біографа. Але багато чого зберіг щоденник Джозефа Фарінгтона, слабкого художника, але свідка і хроніста художнього життя Лондона 18 століття. Саме з цього щоденника довідались про день вінчання Гейнсборо.
Колекціонери малюнків художника з'явились ще за життя майстра. Були і свої колекціонери його листів. Місце для Гейнсборо знайшлося в мемуарах (у Вільяма Джексона, якого портретував майстер), в тогочасних газетах. А першу досить повну біографію майстра надрукував Дж. Фулхер лише через 50 років після смерті художника.

## Біографія
Народився в Садбері, що в графстві Саффолк. Томас — дев'ята дитина в родині Джона і Сюзанни Гейнсборо. В дитинстві багато малював. Небідний ще тоді батько направив сина навчатися в столицю. Художню освіту отримав у Лондоні у гравера — француза Юбера Гравло.
Близько 1745 року відкрив свою студію в столиці. В 1748 р. поховав померлого батька і жив в Садбері. З 1750х років — в місті Іпсвіч, де жила старша сестра Томаса і де мав замовлення. В 1759 р. переїздить в курортне місто Бат, де мешкали заможні люди і де він мав замовлення на портрети відпочиваючих аристократів. З 1774 р. художник в Лондоні.
Був одружений. Дружина була позашлюбною дочкою англійського магната де Бофор. Чутки про це робили родину напівсвітськими особами і аристократія вважала їх людьми майже свого кола. Гейнсборо став батьком і мав 2-х дочок.
Документи свідчать, що художник не любив книг, але любив музику, грав на декількох музичних інструментах.

## Ранні твори
В ранішніх творах Гейнсборо занадто відчувається вплив рококо. В портреті брата і сестри Ллой діти як порцелянові ляльки, худенькі і незграбні. Він грає джентльмена, вона — дорослу леді, дивитися на це смішно. Лялькові постаті дітей зміщені вбік, щоби показати парк зі ставком та гру світла на воді і в небі. Парковий павільйон з ознаками короткого англійського бароко, але парк вже втратив регулярне планування. Пейзажні парки Британії вже в моді і вивчати їх приїздять навіть з Нової Англії, як тоді називали англійські колонії в Америці.
Гейнсборо закоханий в пейзажі, які він залюбки малює. Але в моді поки що історичні картини італійців, героїчні пейзажі Ніколя Пуссена, класичні пейзажі Клода Лоррена. Англійські пейзажі Гейнсборо ніхто не купує. Художник заробляє на малюванні портретів. А для себе пише пейзажі.
Всі протиріччя ранішніх творів Гейнсборо притаманні і портрету родини Ендрюс. Місіс сидить на рококовій, парковій лаві в кумедній для села, але модній сукні. Худа і хвороблива господиня не зробила привітне обличчя навіть для портрету. Містер з рушницею і тупуватим обличчям наче полював, але більше дратував і без того роздратовану жінку. На відміну від непривітних господарів вражає красою пейзаж сільської Англії. Жнива, ще світить сонце, зеленіють луки. А небо грозиться новим дощем, таким частим в Британії. Примхливе рококо залишилось на непривітних господарях, ніякого рококо нема в надзвичайно щирому, відверто реалістичному і красивому пейзажі.

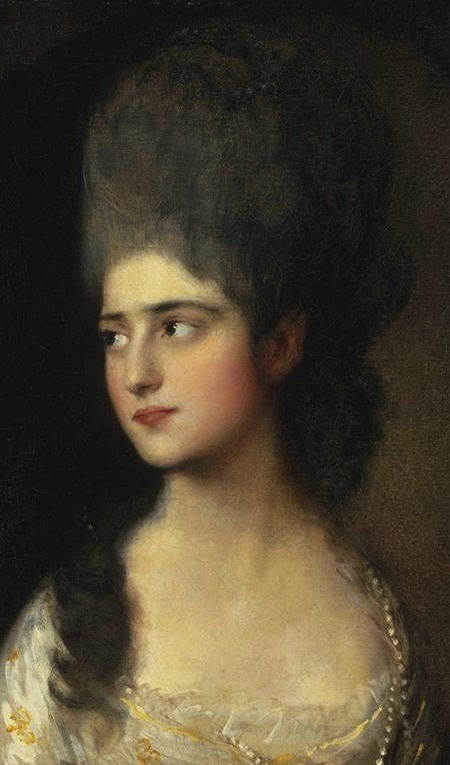
«Портрет міс Елізабет Лінлі», пізніше місіс Елізабет Шерідан. Музей мистецтв Філадельфії, США
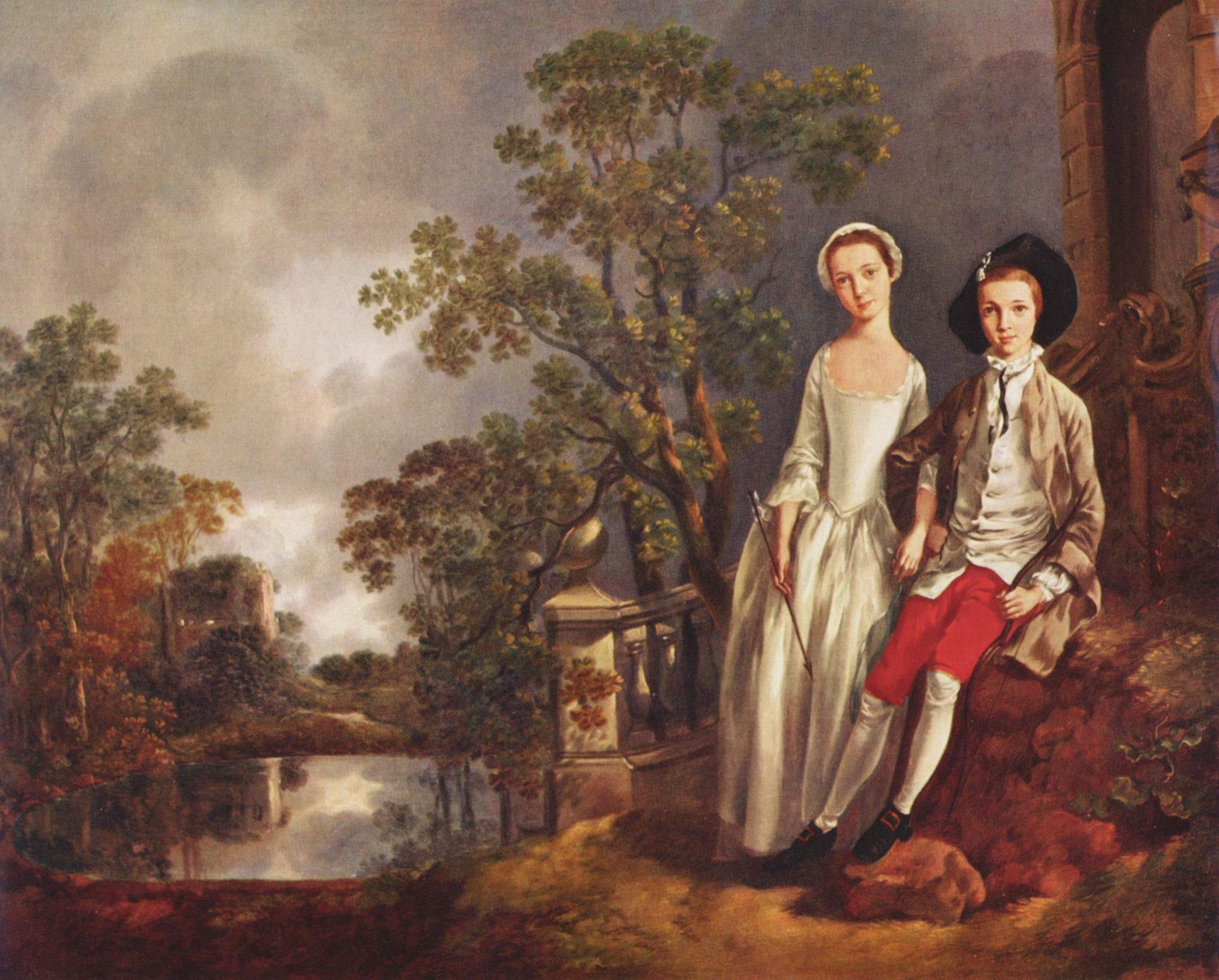
Портрет Хініга Ллойда з сестрою, бл. 1750
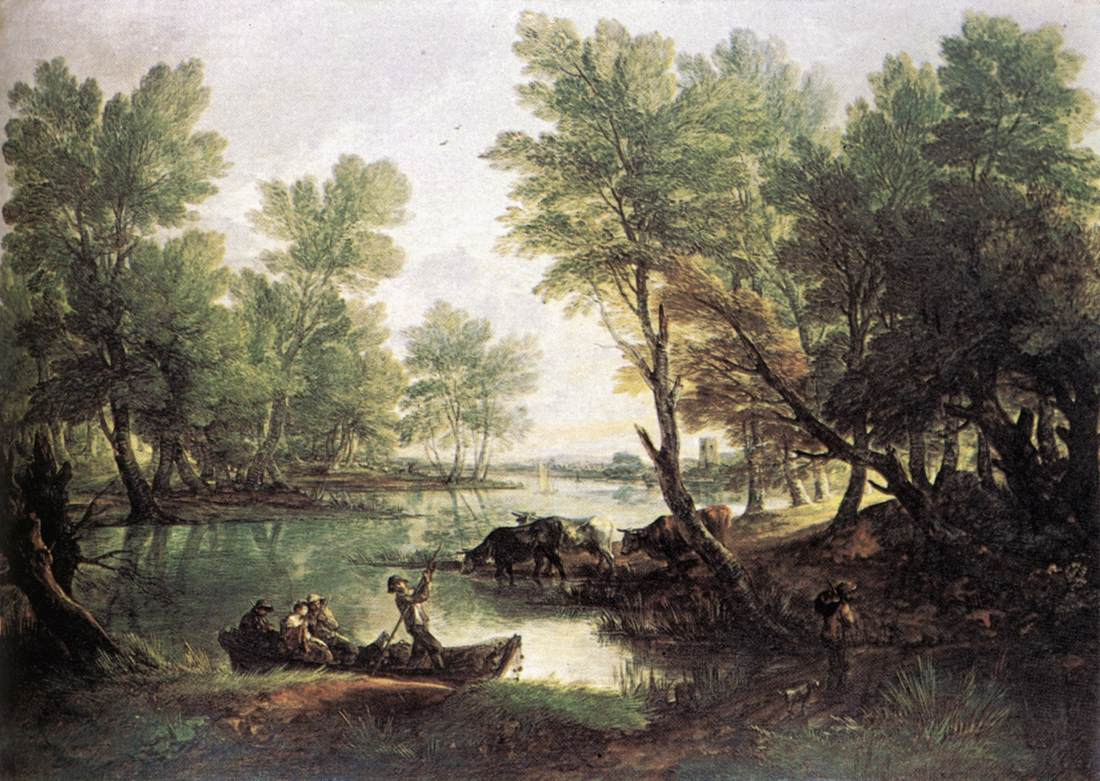
Краєвид з сільською річкою. бл. 1768
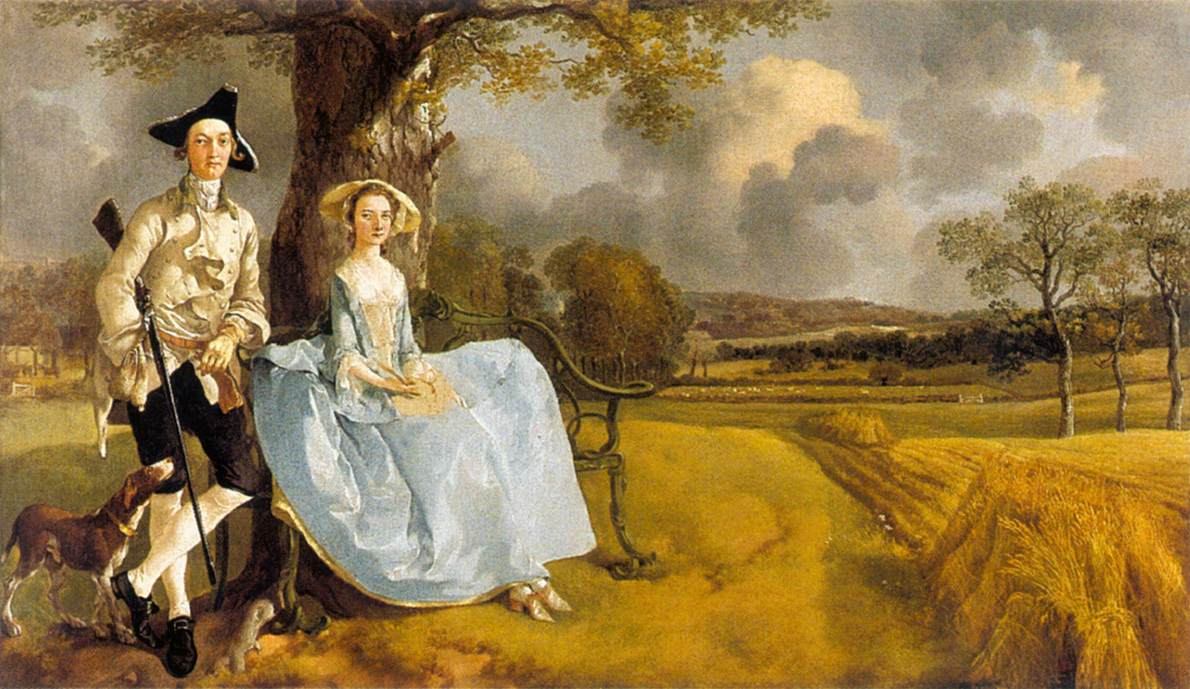
Портрет містера і місіс Ендрюс. бл. 1750

## Пейзажі
Пейзажі Гейнсборо різні за якостями. Є як реалістичні і конкретні, так і фантастичні, вигадані. В портреті родини Ендрюс пейзаж дуже конкретний і реалістичний, як і дуб, під яким розмістилися пан і пані.
У пейзажі «Узбережжя» добре відчутні впливи пейзажів малих голландців 17 століття, картин яких було багато в приватних збірках англійців — Гойєна, Альберта Кейпа, Симона де Влігера.
Досить самостійний Гейнсборо в ранішніх пейзажах (і в своїх малюнках). Найкращі серед них «Пейзаж з церквою Св. Марії в Хедлі» бл. 1750 року та «Лісовий пейзаж Деділ» 1747 року.
В Англії того часу мали попит і були модними пейзажі приватних садиб. Їх охоче замовляли і охоче купували. Гейнсборо, цей завзятий прихильник пейзажів, рішуче відмовлявся малювати реальні, приватні садиби в пейзажі. Навіть стабільні гроші за них його не привабили.

## Портрети. Англійська нудьга
У своїх портретах Гейнсборо спирався на авторитет Ван Дейка, що довгий час працював у Лондоні і створив тип елегантного, аристократичного портрету, який успадкували всі англійські портретисти. Гейнсборо іноді запозичав навіть костюми у Ван Дейка (місс Грехем біля колони, портрет хлопчика в блакитному костюмі), це, можливо, найбароковіші за ладом портрети майстра.
Цілком бароковим за строєм залишив Гейнсборо і парадний портрет 4-го графа Арджила — у повний зріст, в мантії і з регаліями влади.
Більше щирості в жіночих портретах. Тема шляхетного дозвілля розвинута в «Портреті Моллі і Пеггі», 1760. Дівчатка зайняті малюванням і вивченням мистецтв. Але скільки примусу і нудьги в обох обличчях.

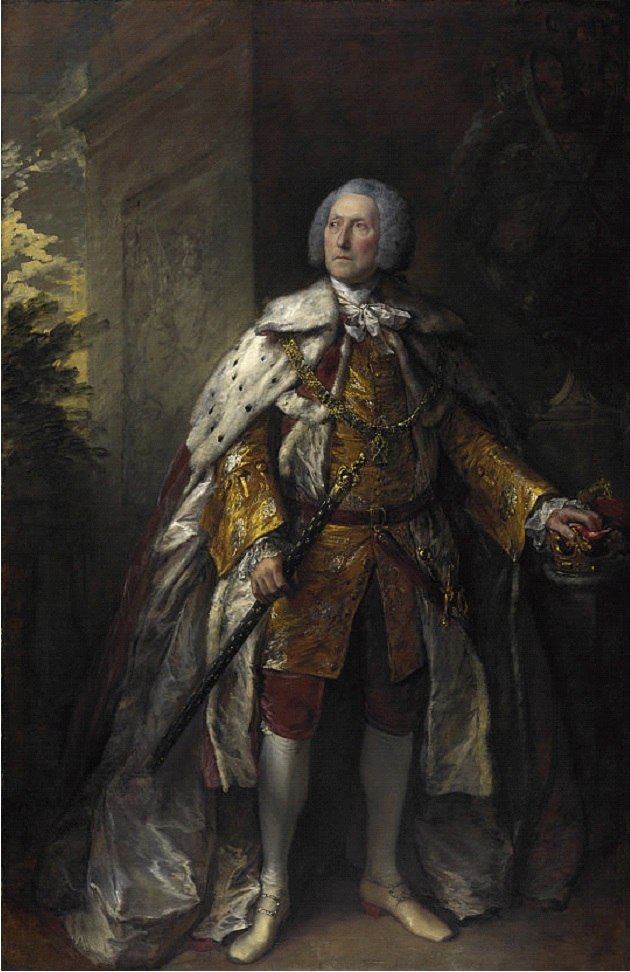
Джон Кемпбелл, 4-й герцог Арджил, 1767
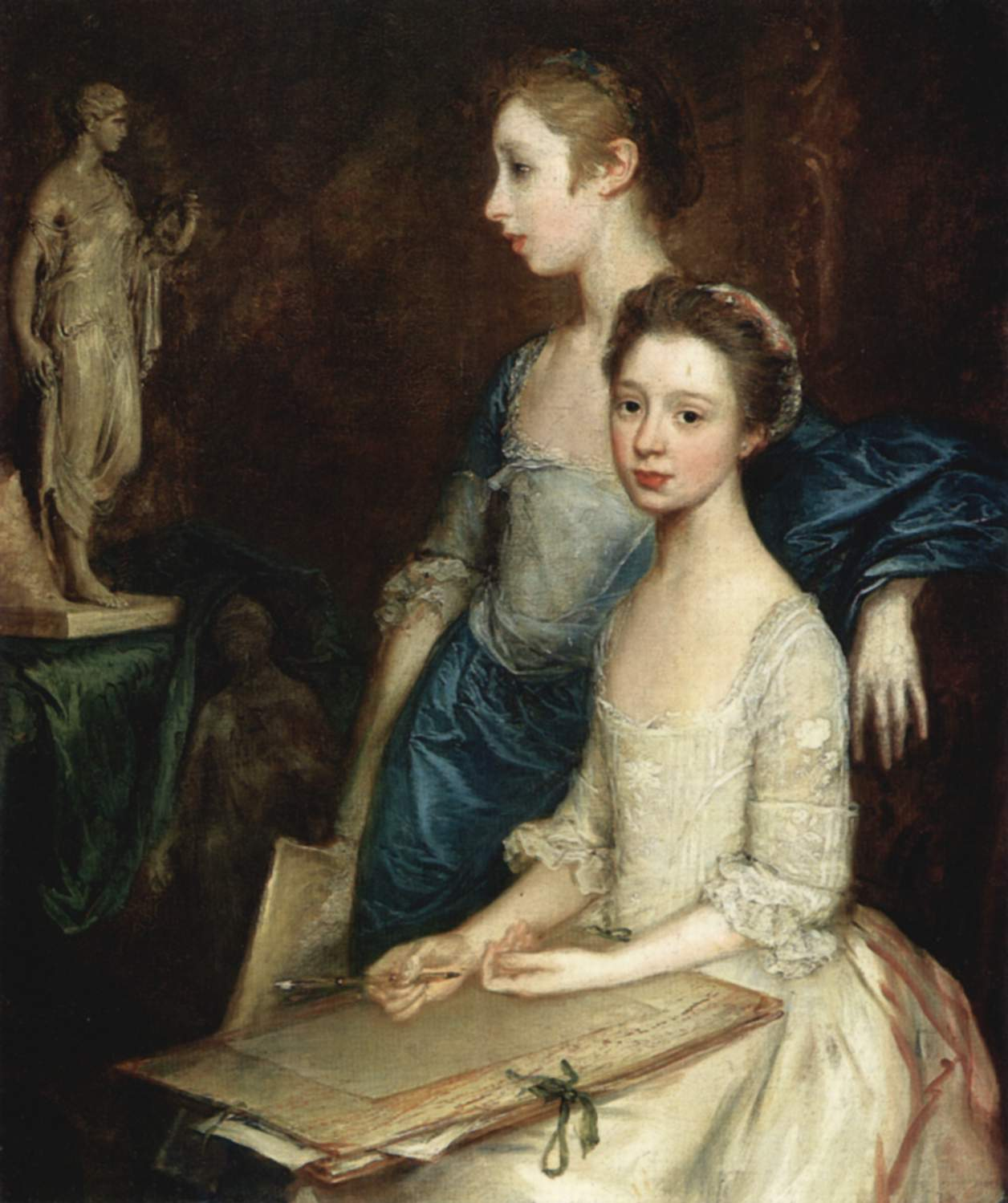
Моллі і Пеггі за малюванням, 1760
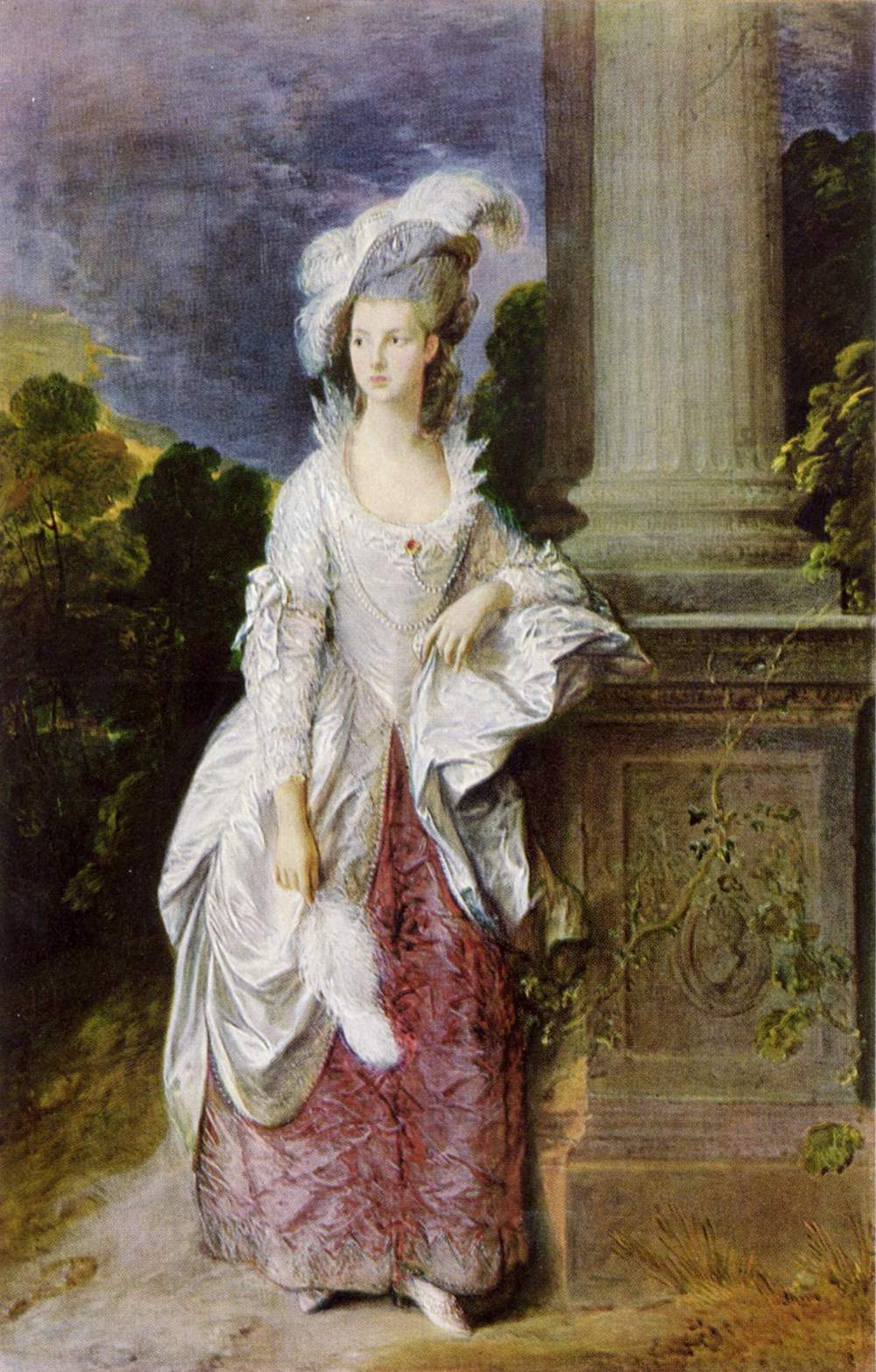
Місіс Мері Грехем, 1777

## Портрети

Портрет Елізабет Шерідан. Вашингтон, Національна галерея

З деяких осіб сильний характер рветься зовні попри всі обмеження культури і соціального стану. Такою була віконтеса Пенелопа Лігоньє, і лише необхідність бути леді обмежувала її занадто активні дії.
Місс Ганна Форд відрізнялась любов'ю до музики, добре співала і говорила на п'яти мовах. Майже єдиною суспільною ланкою, де жінка того часу могла виявити себе, був театр. Батько утримував дочку вдома. Тоді дівчина втекла в Лондон, де дала свій концерт. Спроби батька зірвати концерт і зганьбити дочку не вдалися. Концерт мав успіх. Портрет Ганни Форд написав Гейнсборо.
Довго стримувала себе і Елізабет Лінлі, співом якої був зачарований театральний Лондон. Але прийде час і дівчина втече з рідного дому в далеку Францію заради коханого. Її чоловіком стане драматург Р. Б. Шерідан. Портрет ще не одруженої Елізабет Лінлі, коханої Шерідана, напише Гейнсборо. В творчому надбанні майстра цей портрет стане шедевром.
Досить видатних осіб було і серед чоловіків. Гейнсборо був знайомим з вільнодумцем Віллоубі Берті, 4-м графом Абінгтон. Той багато музикував, водив дружбу з музикантами і підтримав сестру Елізабет, що одружилася з танцюристом-італійцем Галліні, хоча то був несхвальний шлюб. Більше того, Віллоубі підтримував американських колоністів (супротивників Британії), що було непатріотично, і надрукував схвальний памфлет на честь Французької революції 1789. Граф — одна з моделей художника, на жаль, портрет залишився незавершеним.

## Актриса Сара Сіддонс

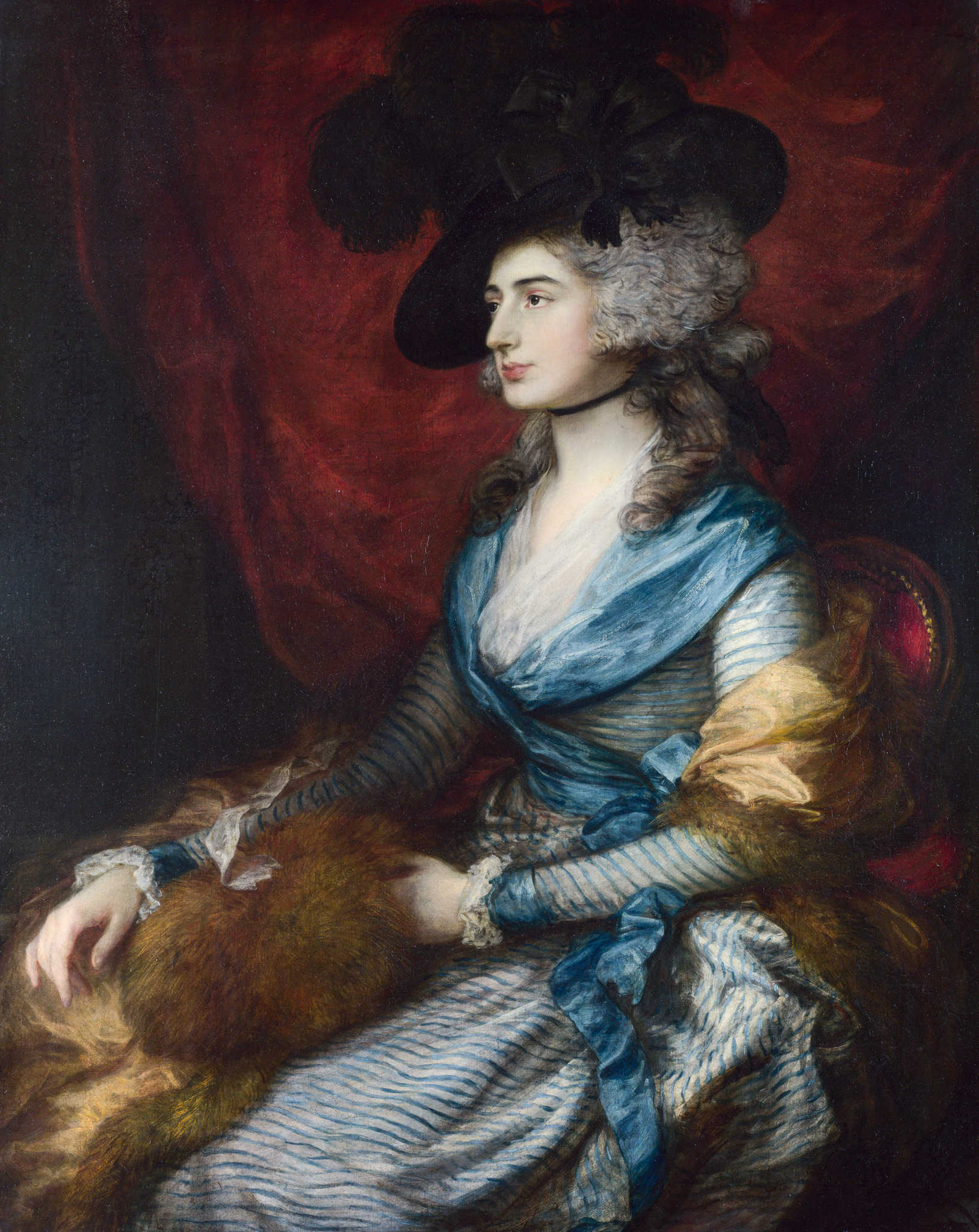
Сара Сіддонс, 1785 р.

Сара була відомою драматичною актрисою і красунею. Її алегоричний портрет у вигляді музи Трагедії малював сам Джошуа Рейнольдс.
Гейнсборо мало малював алегорії. Правдива простота і близькість до природи були йому важливіші. Цей портрет йому ніхто не замовляв. Художник малював його за власним бажанням на подяку таланту актриси. Сара спокійно сидить в кріслі. На ній модна строката сукня з блакитною оторочкою. Костюм доповнюють чорний капелюх зі страусовими перами, муфта з хутра і шарф. Актриса немов присіла перед виходом у світ і нікого в цей час не грає. У Гейнсборо багато шедеврів серед портретів. Але таких значущих, як портрет актриси Сари Сіддонс — одиниці.

## Ранкова прогулянка

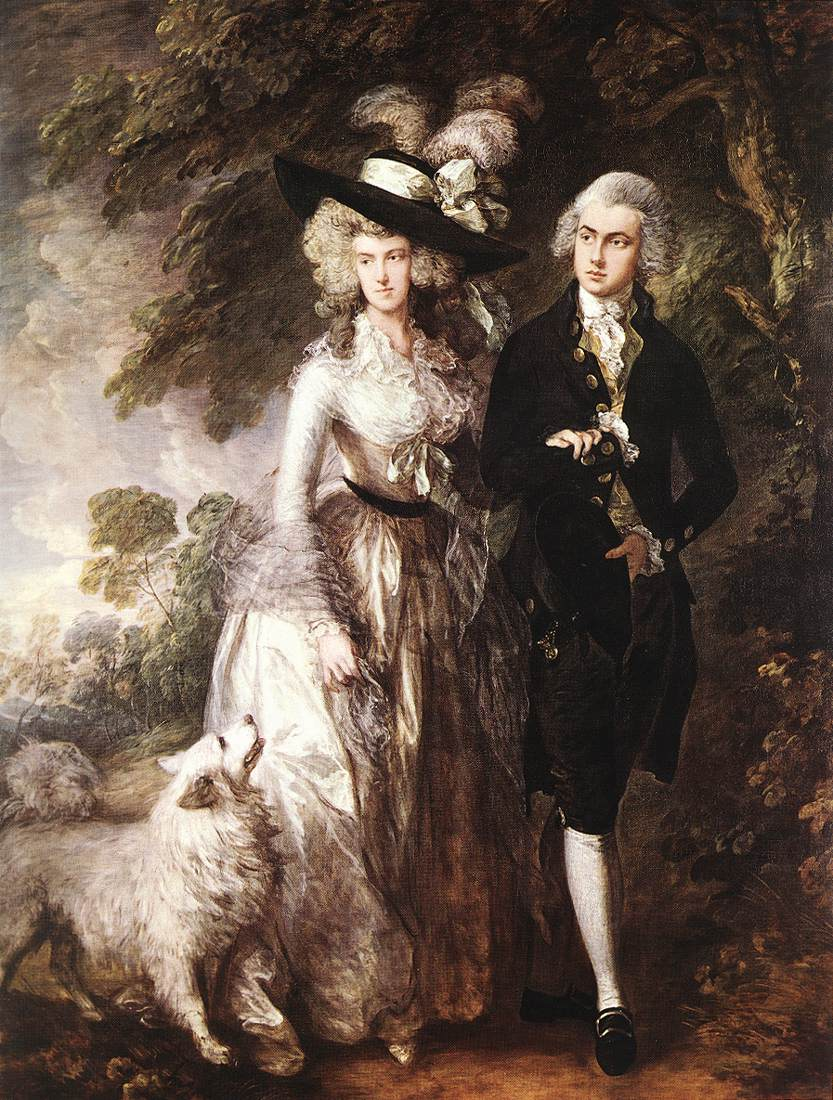
Есквайр В.Халлет з дружиною. (Ранкова прогулянка) 1785 р.

Особливістю таланту художника була здатність створити шедевр портрет з людей звичних, нічим не значущих, що не відрізняються від решти. Здивування викликав портрет королеви Англії Шарлоти, дружини Георга III. Гейнсборо зробив з напрочуд некрасивої жінки цілком привабливу особу на своєму портреті (використав всі скарби модного одягу, пози, жесту, оточення).
Всі скарби модного одягу, пози, жестів, оточення використав Гейнсборо і в подвійному портреті якогось есквайра Вільяма Халлета з дружиною. Портрет більше відомий під назвою «Ранкова прогулянка». Лише молодість і зробила подружжя значущими на портреті, що таки став шедевром з зображенням пересічних осіб.

## Втрачені імена
Деякі з портретів Гейнсборо втратили свої імена. Художник в цьому ніяк не винний. Все йде від тодішньої звички на виставках в Лондоні не давати імен портретованих, якщо це не представники королівської родини. Портрети на публічних виставках мали прості підписи — «Дворянин», «Художник», «Титулована Леді». Уславлений пізніше портрет Джонатана Баттла на виставці іменувався як «Портрет молодого джентльмена» і все. Лише газети того часу часто розкривали інкогніто.
Загублене в часі і ім'я господині на портреті Гейнсборо з Ермітажу. Можливо, ця приваблива жінка — Маргарет Барр, герцогиня де Бофор?

## Галерея

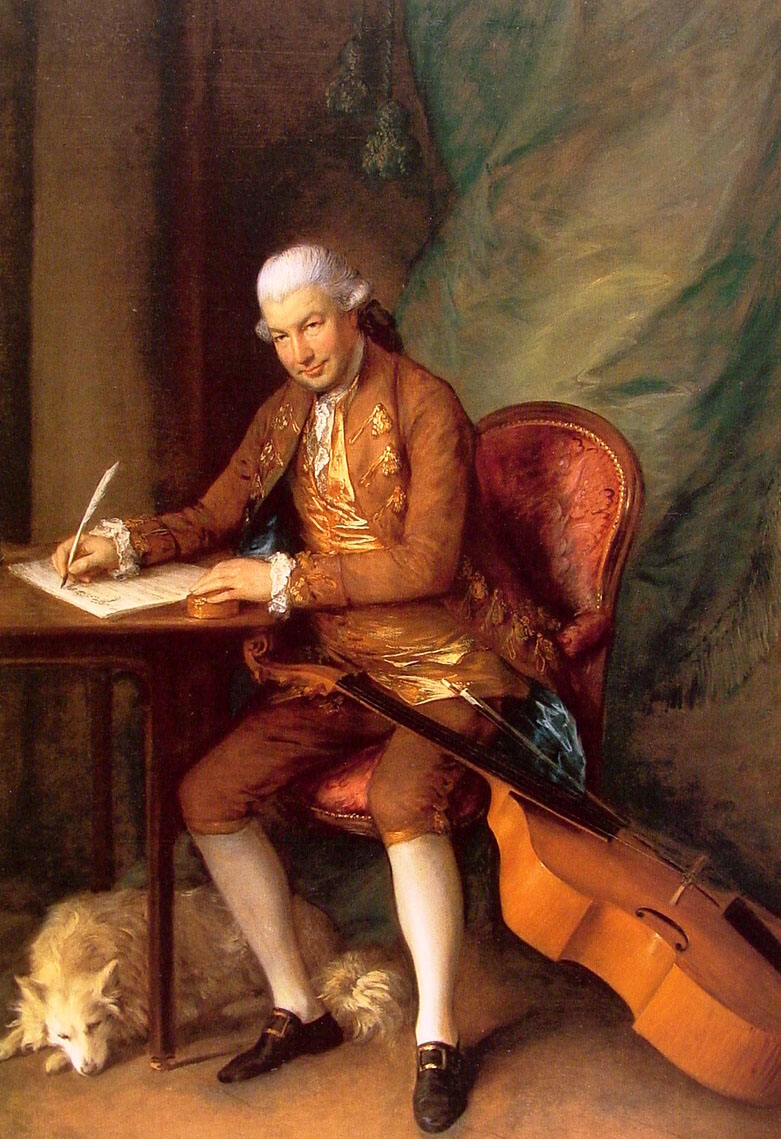
Портрет віолончеліста Карла Абеля, 1777
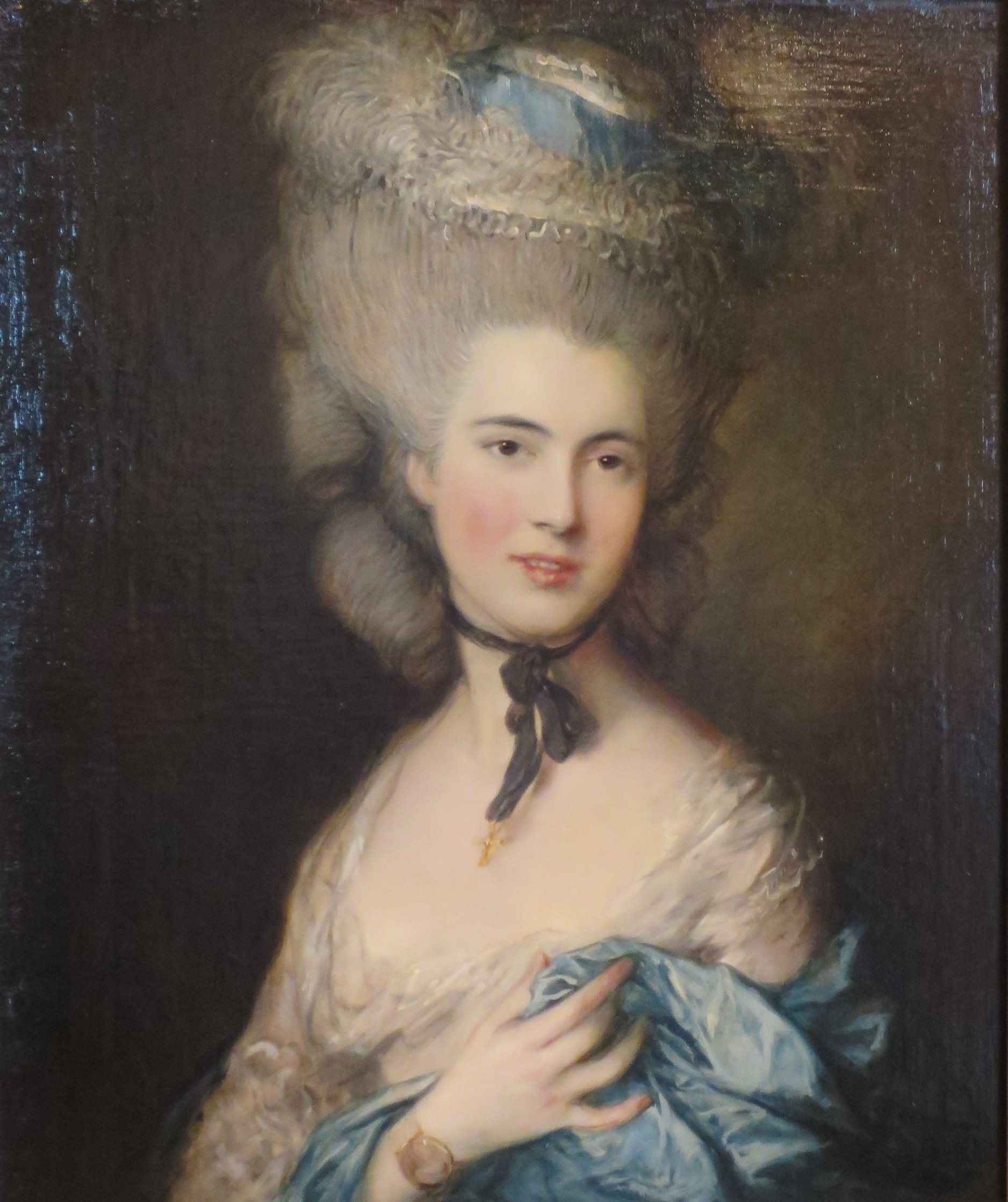
Портрет Герцогині Де Бофор (Леді у блакитному), 1770
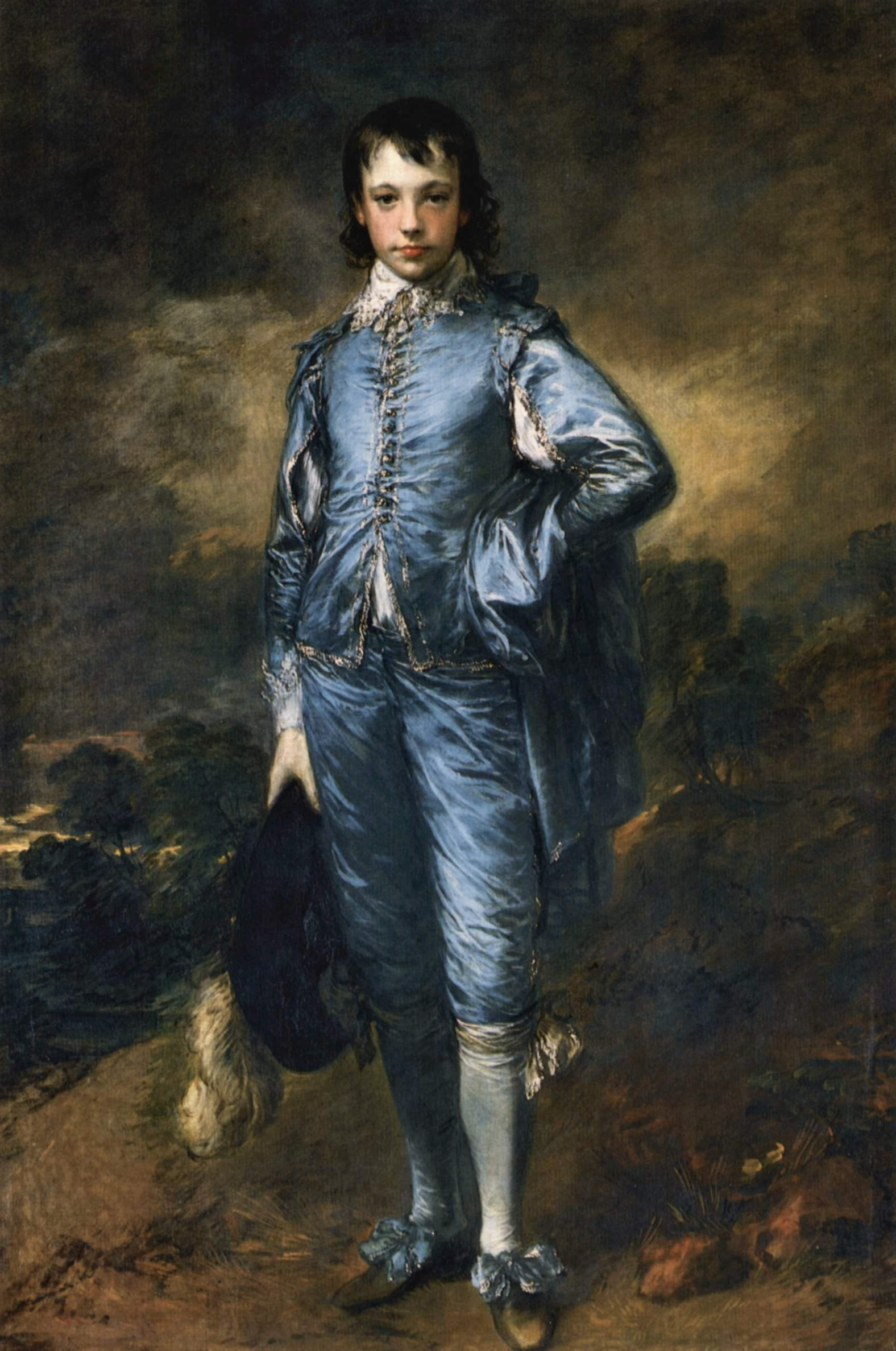
Портрет Джонатана Баттла (Блакитний хлопчик), 1770
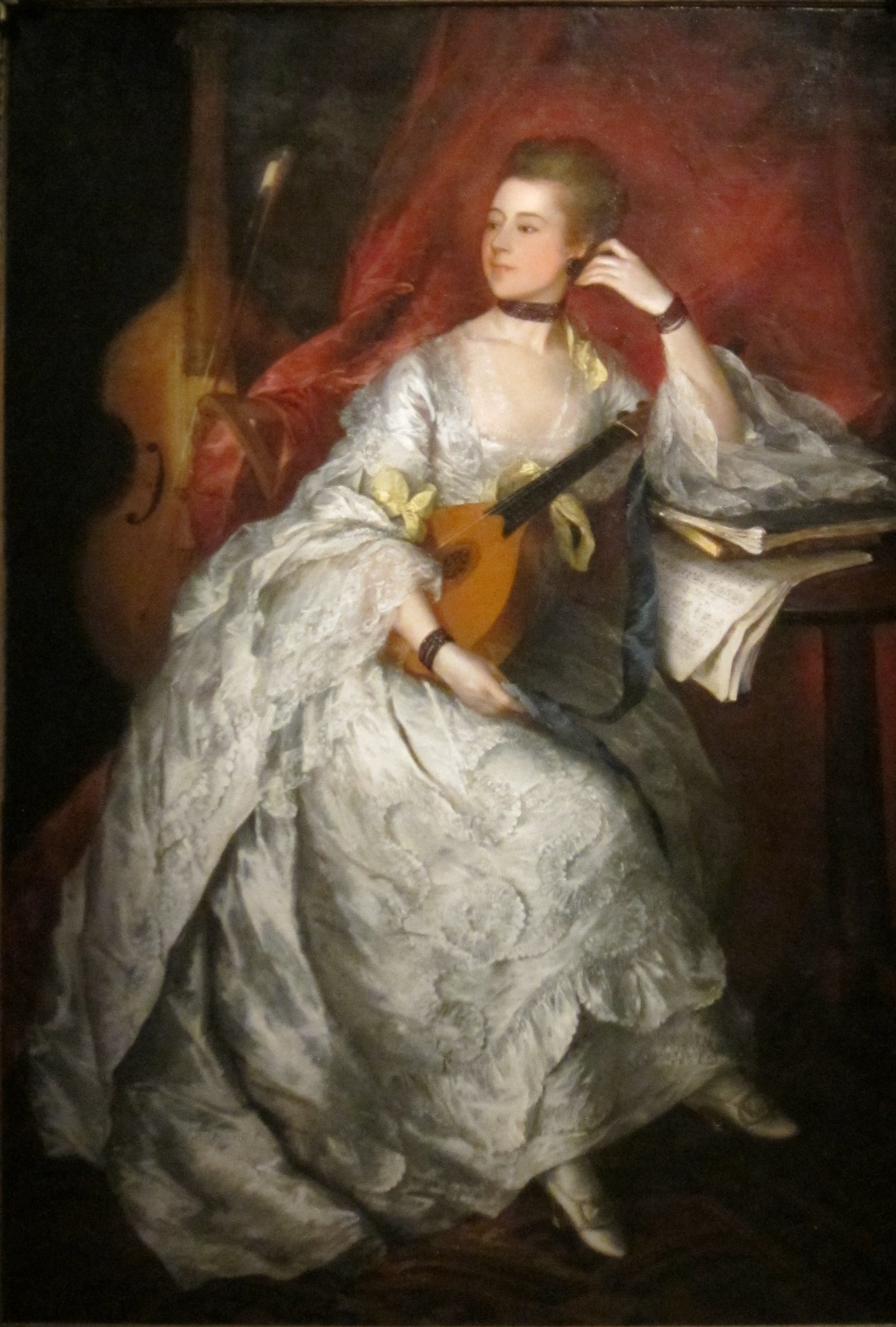
Портрет Ганни Форд, дружини Тікнеса, 1760
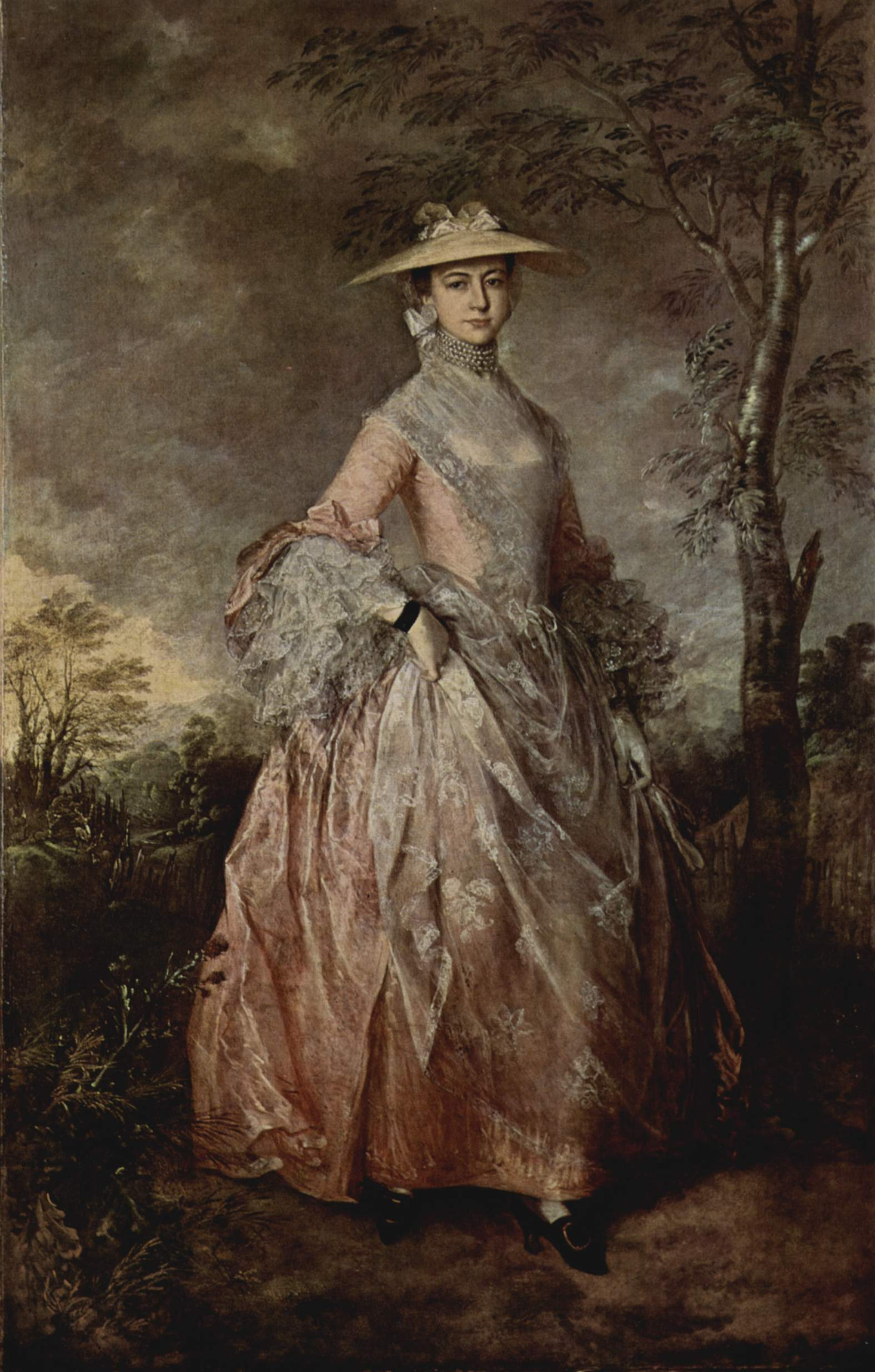
Мері, принцеса Уельська, 1760
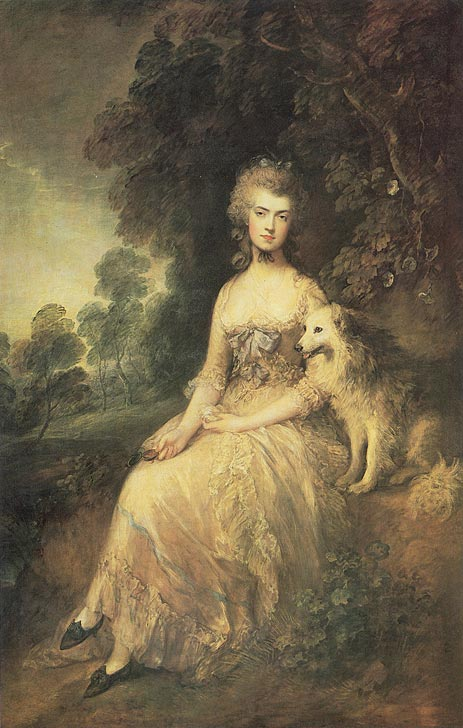
Портрет поетеси Мері Робінсон, 1781
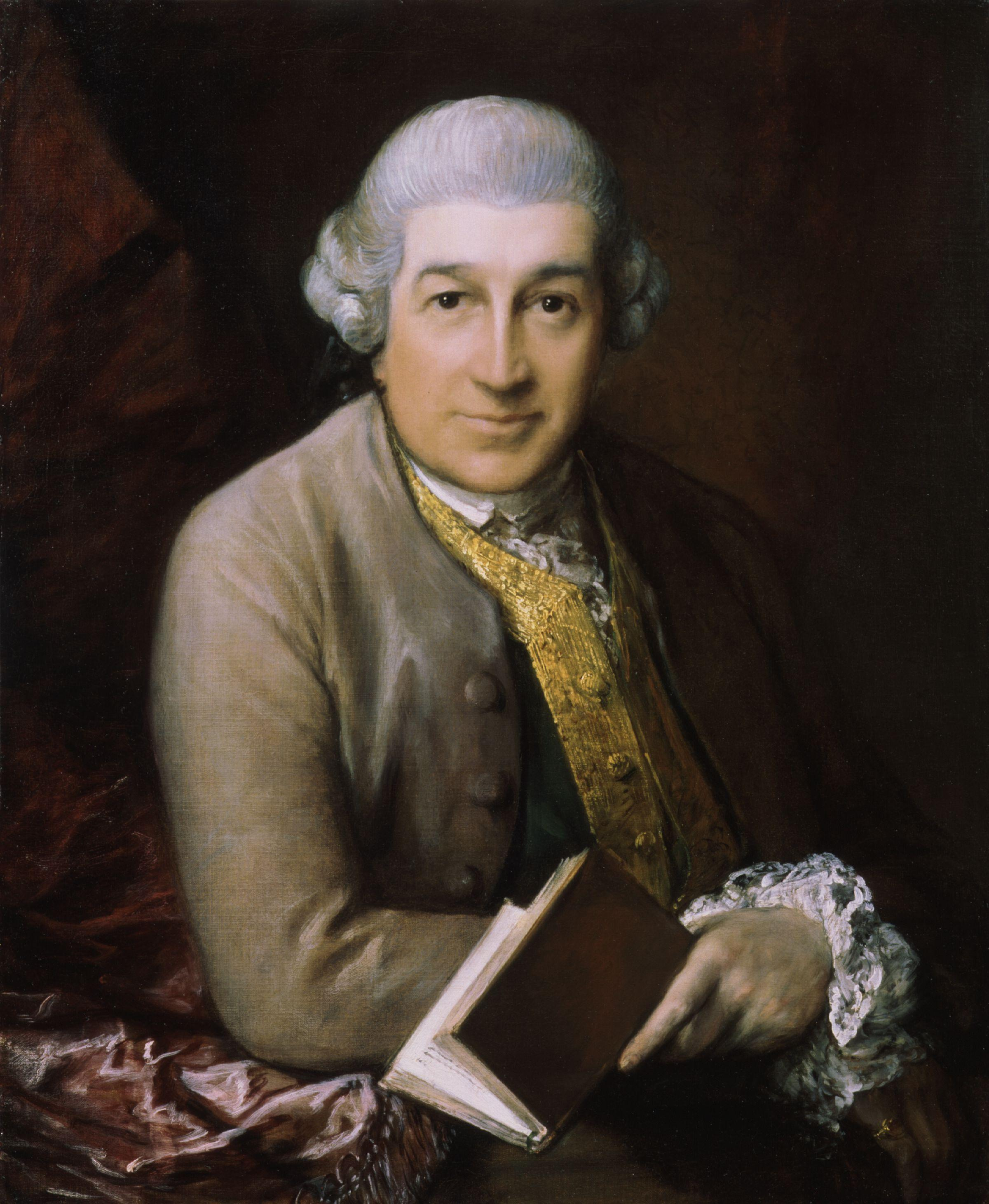
Актор Девід Гаррік
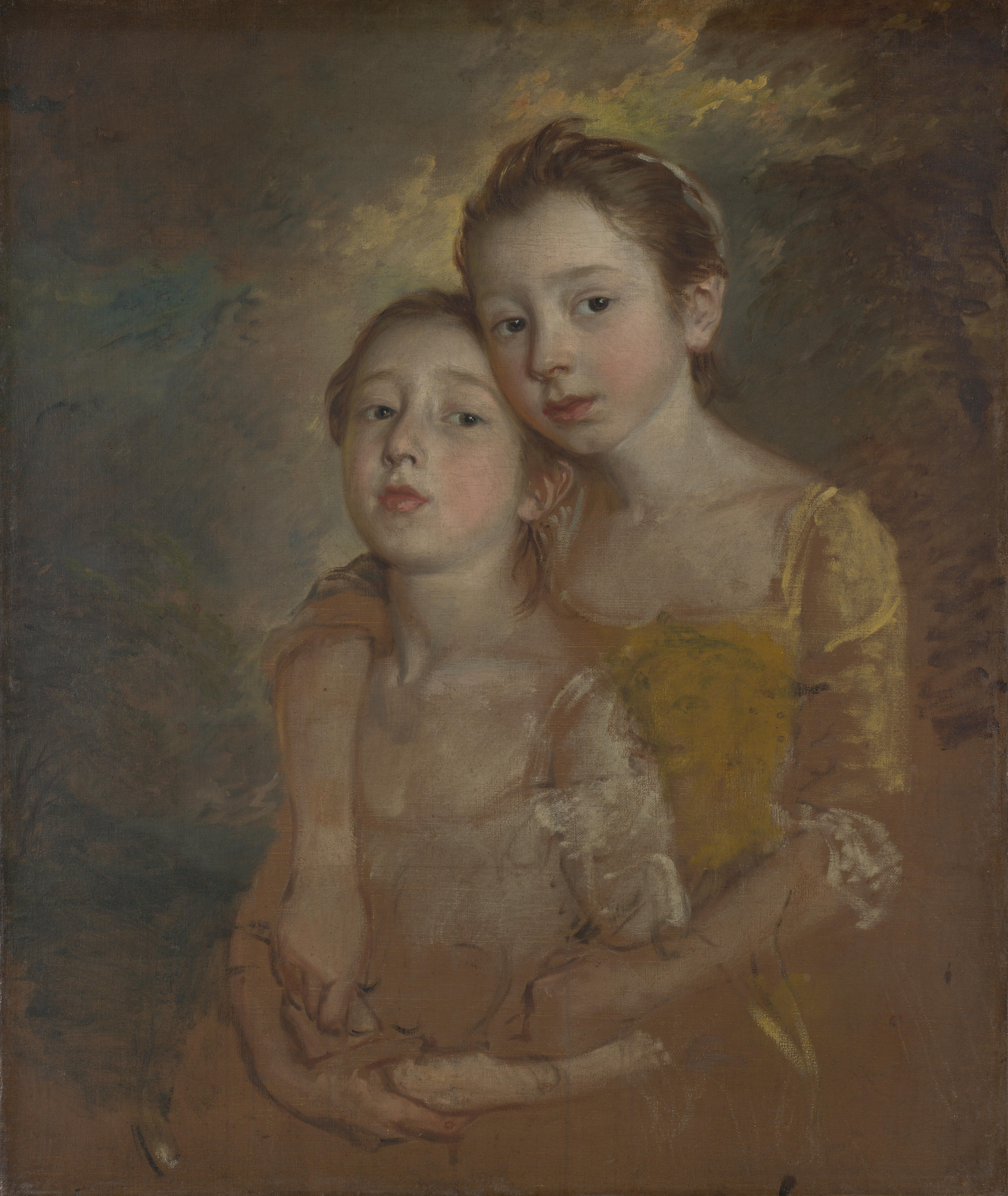
Дві дочки художника в дитинстві, 1759

## Відгуки про художника
- Одіас Хемфрі, що супроводжував Гейнсборо під час його прогулянок після утоми: «Саме завдяки цим прогулянкам глядачі картин бачать більшу частину замальовок і малюнків, що час від часу показував на виставках цей своєрідний, розумний і гідний поваги художник».
- Джексон, дописувач Гейнсборо: «Фахом Гейнсборо був живопис, а музика — розвагою. Але іноді здавалось, що саме музика була його головним фахом, а живопис — розвагою».
- Аджело: «Гейнсборо використовував в своїх експериментах, здається, всі засоби і хитрощі живопису олійними фарбами. Не визнаючи ніяких обмежень своїм знахідкам, він замість олівців, пензлів і пастелей, працював власними пальцями чи шматочками губки… Він забрав всі кухонні каструлі, заповнив їх фарбами теплих і холодних тонів, потім макав в них шматочки губок і малював на досить твердому папері загальні силуети та ефекти освітлення. Сушив ці замальовки біля вогню, а потім ефектно завершував чорними, червоними і білими пастелями… Деякі з цих замальовок настільки талановиті, бо він вклав у них всю свою майстерність, що ніякий інший художник не міг зробити подібні чи перевершити його майстерність».